# روي إس. كيلي
روي إس. كيلي (بالإنجليزية: Roy S. Kelley)‏ هو عسكري أمريكي، ولد في 23 أكتوبر 1915، وتوفي في 1993.